# Luis Alfonso Márquez Molina
Luis Alfonso Márquez Molina, es un obispo católico, Fue obispo auxiliar de Mérida. pasó a retiro en el año 2013 y reside en la Diócesis de San Cristóbal de Venezuela

## Biografía[3]
Nació en la población merideña de Tovar, 17 de diciembre de 1936.

### Estudios y Títulos obtenidos
- Estudió Primaria en la Escuela

Graduada Estado Falcón La Playa, Edo. Mérida
- Parte de la primaria y del bachillerato lo estudió en el Colegio Seminario Kermaría con los Eudistas en la población de La Grita, estado Táchira.
- Filosofía en el Seminario Santo Tomas de Aquino, de la Diócesis de San Cristóbal de Venezuela.
- Noviciado de los padres Eudistas, en Santa Fe de Bogotá, Colombia, allí se encontraba el Seminario Valmaría (que en francés significa “Valle de María”) donde culmina sus estudios de filosofía y teología.

### Sacerdote
Su Ordenación Sacerdotal, fue el 29 de junio de 1962 en La Grita, en la Solemnidad de San Pedro y San Pablo.

## Obispo

### Nombramiento
El Papa Juan Pablo II lo nombró Obispo titular de Torre Rotonday Auxiliar de la Arquidiócesis de Mérida, el 18 de octubre de 2001.

### Consagración
Fue ordenado obispo el 12 de enero de 2002, por Mons. Baltazar Porras (Arzobispo de Mérida) y los Obispos Co-Consagrantes fueron Mons. Antonio José López Castillo (Arzobispo de Calabozo) y Mons. Manuel Felipe Díaz Sánchez (Obispo de Carúpano).

### Administrador Apostólico
Desde octubre de 2005 a septiembre de 2006 fue nombrado por el Papa Juan Pablo II, Administrador Apostólico Sede Plena de la Diócesis
de El Vigía - San Carlos del Zulia.

### Retiro
El 15 de julio de 2013, el Papa Francisco, acepta su renuncia por haber llegado al límite de edad para ejercer gobierno en la Iglesia Católica, en su lugar nombra a Mons. Alfredo Enrique Torres Rondón.

## Sucesión
| Predecesor: Juan María Leonardi Villasmil | Obispo Auxiliar 2001 - 2013 | Sucesor: Alfredo Enrrique Torres Rondon |